# وارن أندرسون
وارن أندرسون هو لاعب هوكي الجليد كندي، ولد في 13 أبريل 1952 في تورونتو في كندا.

## وصلات خارجية
- وارن أندرسون على موقع EliteProspects.com (الإنجليزية)
- وارن أندرسون على موقع HockeyDB.com (الإنجليزية)
- وارن أندرسون على موقع أوليمبيديا (الإنجليزية)